# Montluel
Montluel är en kommun i departementet Ain i regionen Auvergne-Rhône-Alpes i östra Frankrike. Kommunen ligger  i kantonen Montluel som ligger i arrondissementet Bourg-en-Bresse. Kommunens areal är 40,11 km². År 2022 hade Montluel 6 879 invånare.

## Befolkningsutveckling
Antalet invånare i kommunen Montluel
Referens: INSEE